# Edmond Honda
E. Honda (E.本田) est un personnage de fiction issu de la série Street Fighter, édité par Capcom. Il est japonais et pratique le sumo. Il fait sa première apparition dans Street Fighter II: The World Warrior en 1991 sur borne arcade.

## Biographie
Né le 3 novembre 1960, Edmond Honda est apparu à partir de Street Fighter II. Il fait partie des 8 personnages sélectionnables. Il est d'origine japonaise et est un rikishi . L'esprit du jeu consistait à faire figurer des combattants des quatre coins du monde représentant un style propre à un pays ou à une région. Honda et Ryu sont les délégués japonais.
Décrit comme un bon vivant, Honda parcourt le monde à la recherche d'occasions de montrer la force du sumo. Il rencontrera au cours de ses pérégrinations le russe Zangief avec lequel il se liera d'amitié. Son attaque la plus spectaculaire est sa projection à l'horizontale (sumo head butt) où il percute son adversaire tête la première tel un bélier.

## Apparitions
Dans la série originale :
Dans les crossover :
- SNK vs. Capcom: Card Fighters' Clash (1999)
- SNK vs. Capcom: Card Fighters 2 Expend Edition (2000)
- Capcom vs. SNK : Millenium Fight 2000 (2000)
- Capcom vs. SNK 2: Mark of the millenium 2001 (2001)
- Capcom vs SNK 2 EO (2003)
- SNK vs. Capcom: Card Fighters DS (2007)

### Street Fighter: L'Ultime Combat
Dans le film sorti en 1994 ne respectant aucunement l'histoire établie par Capcom Japon, Honda est un ancien sumo d'origine Hawaïnne et non japonaise comme dans le jeu. Il est ici avec Balrog et Chun-Li reporter télé, contrairement au jeu où il est toujours sumotori et n'a aucun lien avec l'univers de la télévision.

## Coups Spéciaux
- Hundred Hand Slap
- Sumo Head Butt
- Sumo Smash
- Oicho Throw

## Furies
- Oni Muso
- Fuji Drop
- Orochi Crush
- Ultimate Killer Head Ram
- Orochi Breaker

## Rivaux
Blanka (principal rival dans Street Fighter II), El Fuerte, Zangief, Ryu, Sakura, Hakan (ami de longue date) et Sodom (ami de longue date)